# 卡洛斯塔

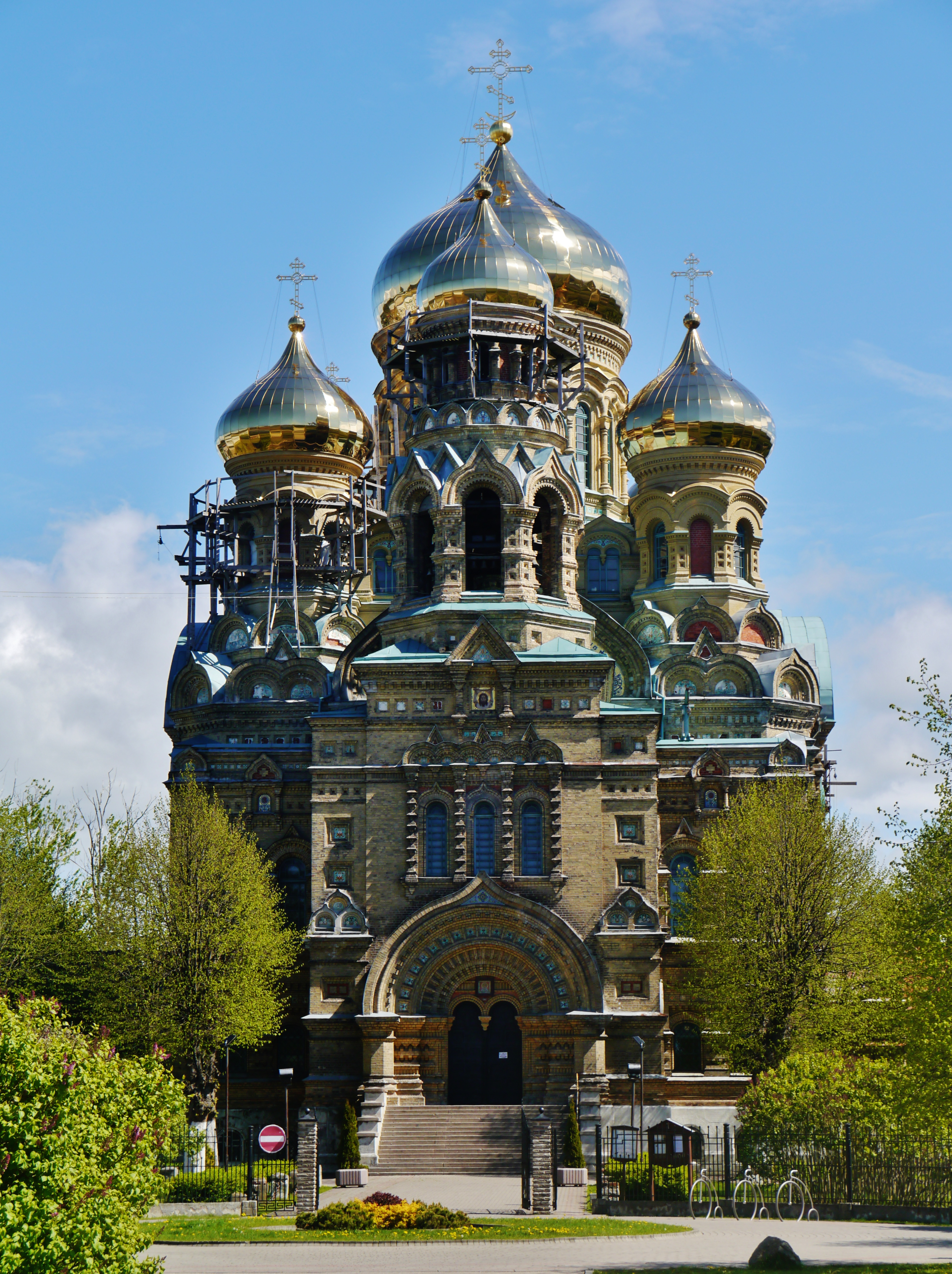
卡洛斯塔的圣尼古拉海员主教座堂

卡洛斯塔（英語：Karosta）是一個位於波羅的海，前俄罗斯帝国和蘇聯的海軍基地，今天屬於拉脫維亞利耶帕亚的街區。

## 歷史
海軍基地在沙皇亚历山大三世在位時期興建，並命名為沙皇亞歷山大三世港（Порт Императора Александра III） 。第一次世界大戰後，拉脫維亞獨立，港口命名為卡洛斯塔（Kara osta），拉脫維亞語中意思即戰爭港口，後來簡化寫法成Karaosta和Karosta（俄語Кароста）。
在蘇聯時期，這為一個對外封閉的軍事基地城鎮，港口為蘇聯波羅的海艦隊的基地，居住在利耶帕亚的平民不能進入這裡。
蘇聯解體後，拉脫維亞重新獨立。1994年開始俄羅斯軍隊離去，這裡的人口數大幅下降，不少建築物無人居住，至90年代未期這區已有嚴重的失業，毒品和治安問題。卡洛斯塔位於今日利耶帕亚東北面，這區佔了城鎮三分一的面積。
今天卡洛斯塔已成一個旅遊景點，吸引歷史觀光客前來這裡，而這裡的軍事監獄亦改建為一座博物館。